# Maesobotrya vermeulenii
Maesobotrya vermeulenii là một loài thực vật có hoa trong họ Diệp hạ châu. Loài này được (De Wild.) J.L�onard mô tả khoa học đầu tiên năm 1994.